# Some Kind-a Earthquake
"Some Kind-a Earthquake" é uma canção escrita por Duane Eddy e Lee Hazlewood e interpretada por Eddy. A canção alcançou a 12ª posição no UK Singles Chart e a 37ª posição na Billboard Hot 100 em 1959. A canção apareceu em seu álbum de 1960, $1.000.000,00 Worth of Twang. 